# Marciano Curiel Merchán
Marciano Curiel Merchán (Garganta la Olla, 1892 – Trujillo, Cáceres, 1947) fue maestro en Madroñera, Tejeda de Tiétar y Trujillo, Cáceres y dedicó varios años de su vida a rescatar las manifestaciones de la sabiduría popular de Extremadura.

## Biografía
Marciano Curiel Merchán fue, además de maestro, recopilador de cuentos populares y estudioso del folklore popular.
Nace en Garganta la Olla en 1892 y muere en Trujillo en 1947. Estudia magisterio en Sevilla. Los avatares de la vida le llevan a ejercer su profesión de maestro en Madroñera, donde permaneció durante diecisiete años, pueblo en el que se integró perfectamente, al que quiso muchísimo y del que en 1944 fue nombrado Hijo Adoptivo.
Marciano Curiel tuvo dos grandes pasiones: el magisterio y el folclore popular. En la primera semana de abril de 1931 coincide con Aurelio M. Espinosa hijo y con Jesús Bal y Gay en Madroñera, ambos trabajan para el Atlas Lingüístico de la península ibérica y en la recopilación de romances y canciones tradicionales. Si ya antes Marciano Curiel Merchán había mostrado interés por la recopilación de la tradición (durante años ha estado recogiendo materiales de la tradición, especialmente cuentos, juegos infantiles y canciones populares), este afán se acentúa y en una carta escrita en diciembre de 1933 afirma tener recogidos ya más de 60 cuentos populares. En 1944 publicó en el CSIC una recopilación de cuentos llamada Cuentos extremeños, que había ido recogiendo en los diferentes pueblos en los que había trabajado de maestro. Gran parte de los 144 cuentos que componen el libro fueron recogidos en Tejeda de Tiétar, Trujillo, Cáceres y, sobre todo, en Madroñera, donde hay una rica tradición folclórica.
Marciano Curiel fue también corresponsal de varios periódicos locales y nacionales, gran aficionado a la lectura, la numismática y la filatelia.
Marciano Curiel dio nombre a uno de los colegios de Madroñera y es una figura de reconocido prestigio internacional y una cita obligada en cualquier bibliografía que trate sobre el cuento popular.
Como maestro fue un adelantado a su tiempo, entre otras cuestiones, por el uso de los cuentos tradicionales como un recurso para el aula.